# Neuching
Neuching ist eine Gemeinde im oberbayerischen Landkreis Erding. Hauptort, Sitz der Gemeindeverwaltung und Sitz der Verwaltungsgemeinschaft Oberneuching ist Oberneuching.

## Geografie
Neuching liegt in der Region München.
Es gibt sieben Gemeindeteile (in Klammern ist der Siedlungstyp angegeben):
- Harlachen (Weiler)
- Holzhausen (Weiler)
- Lausbach (Weiler)
- Lüß (Dorf)
- Niederneuching (Kirchdorf)
- Oberneuching (Pfarrdorf)
- Oberneuchingermoos (Dorf)

Weitere Orte sind:
- Fuxleben (Einöde)
- Wolfsleben (Dorf)

Es gibt die Gemarkungen Niederneuching und Oberneuching.

## Geschichte

### Ortsname
Der Siedlungsname ist 771 (Kopie des 11. Jh.) anlässlich der unter dem Agilolfinger Herzog Tassilo III. abgehaltenen Synode von Neuching als Niuhinga belegt.
Weitere Namensformen sind 782 (Kopie von 824) Niuuihingas, 940 Niuhinga, 1100 Niuchingan, … und letztlich 1452 Oberneuching.
Es ist der Personenname *Niwicho zu erschließen, der durch das Zugehörigkeitssuffix -ing abgeleitet ist.

### Verwaltungszugehörigkeit
Ober- und Niederneuching gehörten zum Rentamt München und zum Landgericht Schwaben des Kurfürstentums Bayern und waren Sitz einer Hauptmannschaft (sowohl für Ober- als auch Niederneuching). Ein von 1379 bis in das 17. Jahrhundert bezeugte Edelsitz der Neuchinger hatte vor Ort grundherrschaftliche Rechte. Die Neuchinger von Oberneuching sind 1695 in der männlichen Linie ausgestorben.
Die Haupt- und Obmannschaften wurden in Bayern zu Beginn des 19. Jahrhunderts durch Steuerdistrikte ersetzt. 1818 wurden durch das Zweite bayerische Gemeindeeedikt die Landgemeinden Oberneuching und Niederneuching als Selbstverwaltungsorgane gebildet.

### Kirchen

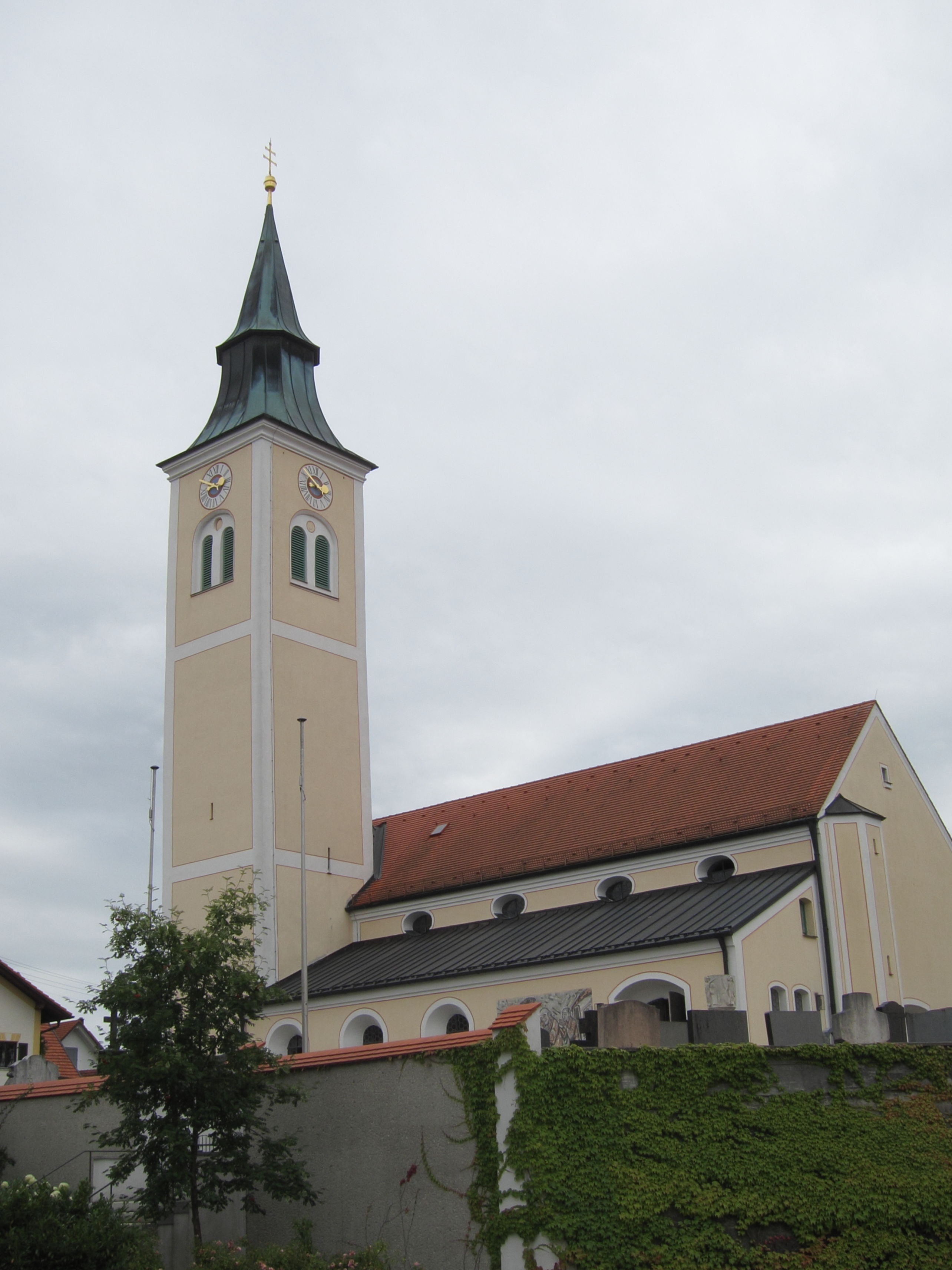
Katholische Pfarrkirche St. Martin

Die Pfarrkirche St. Martin in Oberneuching und die Filialkirche in Niederneuching (St. Johannes der Täufer) gehören zur Pfarrei Neuching, die seit 2018 Teil des Pfarrverbands St. Anna im Moosrain ist.
Der Kirchenbau von St. Martin in Oberneuching mit seinen drei Schiffen und einem sog. Chorflankenturm basiert im Kern auf einem Langhaus aus der Spätromanik (um 1200). Die Annakapelle stammt aus dem 14./15. Jahrhundert, der Chor und der Unterbau des Turmes sind spätgotisch (15. Jahrhundert). 1756/6 wurde die Kirche umgebaut und zeittypisch „barockisiert“, die Kapelle kam um 1800 dazu, 1966/67 wurde der Hauptbau um ein drittes Kirchenschiff erweitert.

### Eingemeindungen
Die Gemeinde Neuching wurde am 1. Januar 1970 durch den Zusammenschluss der 1818 durch das bayerische Gemeindeeedikt gebildeten selbständigen Gemeinden Oberneuching und Niederneuching neu gebildet.

### Einwohnerentwicklung
Gemäß Bayerischem Landesamt für Statistik  haben sich die Einwohnerzahlen jeweils zum 31. Dezember eines Jahres wie folgt entwickelt:
| Jahr | Einwohner |
| ---- | --------- |
| 1960 | 1176      |
| 1970 | 1250      |
| 1980 | 1458      |
| 1990 | 1676      |
| 1995 | 1960      |
| 2000 | 2205      |
| 2005 | 2365      |

| Jahr | Einwohner |
| ---- | --------- |
| 2006 | 2361      |
| 2007 | 2383      |
| 2008 | 2386      |
| 2009 | 2398      |
| 2010 | 2411      |
| 2011 | 2429      |
| 2012 | 2427      |

| Jahr | Einwohner |
| ---- | --------- |
| 2013 | 2473      |
| 2014 | 2474      |
| 2015 | 2527      |
| 2016 | 2541      |
| 2020 | 2670      |

Seit 1972, dem Jahr der Gemeindereform, hat sich die Einwohnerzahl bis 2015 um 1239 Personen erhöht. Das entspricht einem Wachstum von 96,20 Prozent. In den letzten zehn (fünf) Jahren nahm die Einwohnerzahl um 7,03 (4,03) Prozent zu.
Zwischen 1988 und 2018 wuchs die Gemeinde von 1594 auf 2655 um 1061 Einwohner bzw. um 66,6 %.

## Politik

### Gemeinderat
Die Gemeinderatswahl 2020 ergab folgende Sitzverteilung:
| Partei/Liste                                  | Sitze |
| --------------------------------------------- | ----- |
| CSU                                           | 4     |
| Freie Wählergemeinschaft (FWG)                | 4     |
| SPD                                           | 3     |
| Wählergemeinschaft Gemeinsames Neuching (WGN) | 2     |
| Überparteiliche Wählergemeinschaft (ÜWG)      | 1     |
| Gesamt                                        | 14    |

### Bürgermeister
Erster Bürgermeister ist Thomas Bartl (CSU). Er ist seit 1. Mai 2020 im Amt und löste Hans Peis ab.

### Steuereinnahmen
Die Gemeindesteuereinnahmen betrugen im Jahr 2012 umgerechnet 2604 T€, davon betrugen die Gewerbesteuereinnahmen (netto) umgerechnet 401 T€.

### Wappen und Flagge
| Wappen von Neuching | Blasonierung: „Gespalten von Gold und Rot; vorne eine blaue Gugel, hinten ein schräglinks gestelltes silbernes Haumesser.“ |
| Wappen von Neuching | Wappenführung seit 7. Juli 1975                                                                                            |

Neben dem Wappen führt die Gemeinde eine Flagge in den Farben Rot-Gelb.

## Verwaltung
Die Gemeinde ist Mitglied der Verwaltungsgemeinschaft Oberneuching mit Sitz ebenda.

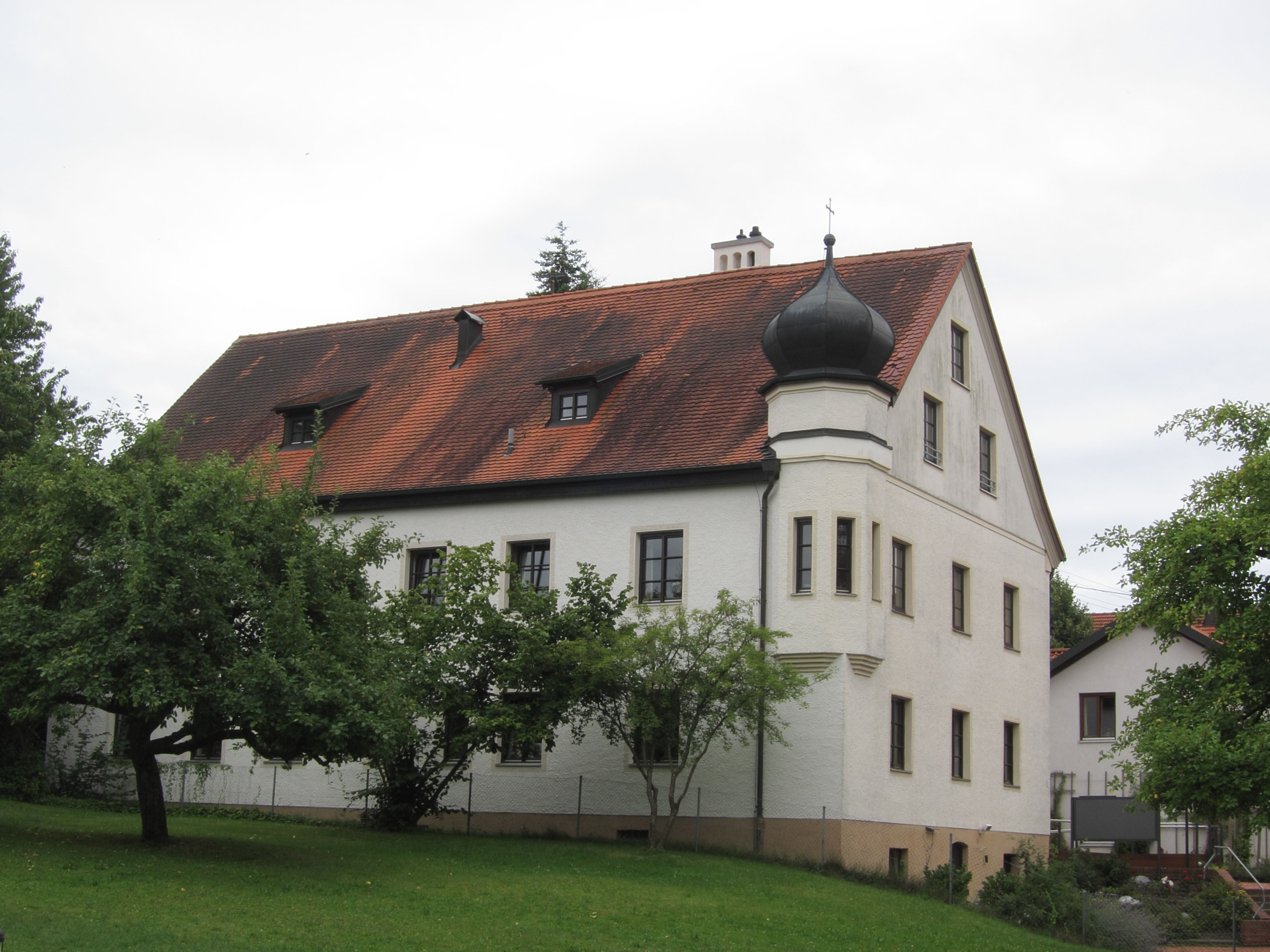
Rathaus in Oberneuching

## Baudenkmäler
- Ehemaliges Pfarrhaus, heute Rathaus in Oberneuching
- Pfarrkirche St. Martin in Oberneuching
- Filialkirche St. Johannes der Täufer in Niederneuching

## Wirtschaft und Infrastruktur

### Wirtschaft einschließlich Land- und Forstwirtschaft
Es gab im Jahr 2020 nach der amtlichen Statistik im Bereich Handel und Verkehr 105 sozialversicherungspflichtig Beschäftigte am Arbeitsort. In sonstigen Wirtschaftsbereichen waren am Arbeitsort 365 Personen sozialversicherungspflichtig beschäftigt. Sozialversicherungspflichtig Beschäftigte am Wohnort gab es insgesamt 1215. Im verarbeitenden Gewerbe gab es einen Betrieb, im Bauhauptgewerbe sechs Betriebe. Zudem bestanden im Jahr 2016 43 landwirtschaftliche Betriebe mit einer landwirtschaftlich genutzten Fläche von 1444 ha, davon waren 1270 ha Ackerfläche und 173 ha Dauergrünfläche.

### Bildung
Es gibt folgende Einrichtungen (Stand 2021):
- eine Kindertagesstätte: 211 genehmigte Plätze, 194 betreute Kinder